# 拉博特角
64°17′S 57°20′W / 64.283°S 57.333°W
拉博特角（Rabot Point），是南極洲的海岬，位於葛拉漢地的詹姆斯羅斯島東部，處於馬卡姆灣，以法國冰川學家命名，現時由南極條約體系管理。